# Necleetsconnay River
Necleetsconnay River är ett vattendrag i Kanada.   Det ligger i Central Coast Regional District och provinsen British Columbia, i den sydvästra delen av landet, 3 700 km väster om huvudstaden Ottawa.
Runt Necleetsconnay River är det glesbefolkat, med 18 invånare per kvadratkilometer.